# 中新湊站
中新湊站（日语：／ Nakashinminato eki */?）是位於富山縣高岡市姬野，萬葉線的電車站。
車站北邊是高岡市和射水市邊界。車站位於高岡市內，該處接近前・新湊市的市中心。雖然車站位於高岡市，但是實際上是射水市的代表車站。

## 電車站構造
電車站是地面車站，設有1面2線的島式月台。在越之潟一側設有短的側線（貨物側線遺址），後來在2015年10月撤走。自此射水線時代的所有貨物側線遺址均消失了。在早上和晚上設有首班和尾班列車到發。在2008年（平成20年）3月15日時間表修正中，把平日於此站為終點的電車統一前往越之潟。
曾經此站設有2層高的車站大樓，當時設有職員當值。也設有商店。車站大樓2樓為地區公民館。現時大樓重建為公寓。在車站大樓仍然存在時，月台是位於高岡市，車站大樓是位於新湊市。為日本少見橫越兩市的車站。
電車會靠右進站，並開啟左邊車門上落客。原本此站設有2面4線的島式月台，當時可處理貨物。

## 歷史
- 1932年11月9日：越中鐵道新湊東口（現時：東新湊站）至庄川口之間開通，此站啟用。
- 1943年1月1日：越中鐵道合併至富山地方鐵道，成為富山地方鐵道射水線車站。
- 1966年4月5日：隨著建設富山新港（日语：伏木富山港）築港工程，射水線分斷，包含此站部分射水線路段轉讓給加越能鐵道，成為新湊港線車站。
- 1971年11月15日：新湊港線一人控制化，車站無人化。定期票、回數票等售票業務委托了站前的「吉堀煙草店郭」負責。
- 2002年4月1日：路線轉讓給萬葉線[2]。
- 2004年：車票委托者變為「富山吳西旅行」負責。
- 2011年1月：受到大雪影響，前往越之潟的電車在車站前方的轉轍器出軌，已經是第2次發生事故（第1次在2005年（平成20年）12月發生）。事故原因是彈簧轉轍器被雪堵塞，沒有完全關閉。在事故後在下行設置場內信號機。
- 2018年7月21日：一輛開往越潟的列車在本站發生出軌事故，事後推斷是由於當天十分酷熱，使站內的路軌變形而導致意外。
- 2024年9月28日：可使用ICOCA及全國通用IC卡付款[3]。

## 使用狀況
以下為1日平均乘車人次列表：
| 年度     | 1日平均人次 |
| -------- | ----------- |
| 2000年度 | 356人       |
| 2001年度 | 342人       |
| 2002年度 | 351人       |
| 2003年度 | 70人        |
| 2004年度 | 176人       |
| 2005年度 | 382人       |
| 2006年度 | 366人       |
| 2007年度 | 361人       |
| 2008年度 | 247人       |
| 2009年度 | 121人       |
| 2010年度 | 127人       |

## 電車站周邊
- 富山地方鐵道巴士、射水市社區巴士（日语：射水市コミュニティバス）中新湊站前巴士站
- 中新湊商店街
- 射水市立放生津小學（日语：射水市立放生津小学校）
- 國道415號（日语：国道415号）

## 相鄰電車站
萬葉線
■萬葉線（新湊港線）
新町口－中新湊－東新湊

## 外部連結
- 萬葉線中新湊站上行 （页面存档备份，存于）及下行 （页面存档备份，存于）時間表